# Енкомијенда
Енкомијенда (шп. encomienda), право је на рад одређеног броја америчких староседелаца, које је додељивано досељеницима у шпанским колонијама у Америци. Иако додељени Индијанци и њихова земља легално нису припадали поседнику енкомијенде, у пракси ова установа је представљала колонијални облик феудализма, а Индијанци су били сведени на положај робова или кметова. Ова установа први пут је уведена током колонизације Хаитија (од 1502. године) и постепено се проширила на све шпанске колоније у Америци упоредо са ширењем колонија на друга острва Западне Индије (Порторико и Јамајка од 1509, Куба од 1511) и домородачке државе на континенту (Мексико од 1521, Перу од 1532).

## Карактеристике
Систем енкомијенде је додељивао домородачко насеље (село или град) под својим вођом (кациком), поједином Шпанцу, првенствено да од ње добија радну снагу, а касније и друге бенефиције, а на континенту, данак у натури од племенитих метала до хране и производа земље. Енкомијенде су у раним данима колонизације додељивали гувернери, већином некадашњи конквистадори (Дијего Веласкез, Ернан Кортес) људима који су учествовали у освајању, док их је касније додељивао краљевски двор. Тако је Бернал Дијаз дел Кастиљо, један од освајача Мексика и Гватемале, добио три индијанска села у Новој Шпанији и још три у Гватемали, где се и настанио. У време освајања Мексика (1519-1521), ова установа звала се репартимијенто, додељени рад, али до времена када је Бернал Дијаз писао своју хронику (1568), енкомијенда је заменила додељени рад. Основна разлика између два система била је у томе да је репартимијенто био привремен, а енкомијенда најпре доживотна, а касније и наследна.